# Кривое (Козовская поселковая община)
Кривое (укр. Криве) — село в Козовской поселковой общине Тернопольского района Тернопольской области Украины.
До 2020 года входило в Козовский район.
Код КОАТУУ — 6123085201. Население по переписи 2023 года составляло 1099 человек.

## Географическое положение
Село Кривое находится на расстоянии в 2,5 км от села Дыбще и в 3,5 км от пгт Козова. Рядом проходит железная дорога, станция Криве.

## История
- 1626 год — дата основания.

## Объекты социальной сферы
- Школа I—II ст.
- Клуб.
- Фельдшерско-акушерский пункт.

## Достопримечательности
- Братская могила советских воинов.